# Dactylocladius
Dactylocladius är ett släkte av tvåvingar. Dactylocladius ingår i familjen fjädermyggor.

## Dottertaxa tillDactylocladius, i alfabetisk ordning[1]
- Dactylocladius atomus
- Dactylocladius aurantiacus
- Dactylocladius bidentatus
- Dactylocladius boliviensis
- Dactylocladius borealis
- Dactylocladius calosandalum
- Dactylocladius ceylanicus
- Dactylocladius clavaticornis
- Dactylocladius commensalis
- Dactylocladius ellipsoidalis
- Dactylocladius fuscus
- Dactylocladius galactinus
- Dactylocladius gelidorum
- Dactylocladius griseipennis
- Dactylocladius halobius
- Dactylocladius hamatipes
- Dactylocladius hamatitarsis
- Dactylocladius hamifer
- Dactylocladius heptameris
- Dactylocladius heptatomus
- Dactylocladius indianus
- Dactylocladius islandicus
- Dactylocladius longicalcar
- Dactylocladius longipalpis
- Dactylocladius longiseta
- Dactylocladius macrochaetus
- Dactylocladius macrotomus
- Dactylocladius mercieri
- Dactylocladius miricornis
- Dactylocladius niveiforceps
- Dactylocladius nivis
- Dactylocladius peruvianus
- Dactylocladius petraeus
- Dactylocladius rupicola
- Dactylocladius setosipennis
- Dactylocladius spitzbergenis
- Dactylocladius tenuicrus
- Dactylocladius ursinus
- Dactylocladius virtunensis